# The Loved Ones (film)
The Loved Ones is een Australische horrorfilm uit 2009 onder regie van Sean Byrne, die zelf ook het verhaal schreef.

## Verhaal
Lola Stone vraagt Brent Mitchell mee naar een schoolfeest, maar hij verontschuldigt zich en zegt 'nee' omdat hij al met zijn vriendin Holly gaat. Tot overmaat van ramp ziet Lola Brent even later met Holly vrijen in diens auto. Zelf bestuurt Brent geen auto's meer sinds hij zes maanden daarvoor zijn vader verloor bij een auto-ongeluk, waarbij hij achter het stuur zat. Hij heeft het hier nog steeds moeilijk mee. Daarom gaat hij graag alleen met zijn hond het bos in, rookt hij cannabis en snijdt hij zichzelf regelmatig in zijn arm met een scheermesje dat hij altijd aan een ketting om zijn nek draagt. Wanneer hij er die middag met zijn hond op uitgaat, wordt hij beslopen door een man die hem verdooft en ontvoert.
Als Brent bij bewustzijn komt, zit hij gekleed in een smoking vastgebonden aan een stoel achter een tafel. Hij bevindt zich in een kamer die is opgetuigd als danszaal. Zijn ontvoerder zit tegenover hem; Lola's vader. Lola zit links van hem in een roze feestjurk. Rechts van hem zit een catatonische vrouw met een litteken op haar voorhoofd dat duidt op een lobotomie. Lola injecteert een spuit gevuld met bleekmiddel in Brents strottenhoofd zodat hij niet meer kan praten of gillen. Brent wrikt zich los en rent naar buiten, maar Lola en haar vader halen hem terug en spijkeren zijn voeten deze keer met keukenmessen vast aan de vloer. Hij is Lola's afspraakje, of hij dat nou wil of niet. Ze laat hem een plakboek zien met daarin foto's van haar vorige 'vriendjes'. Brent blijkt lang niet de eerste jongen die Lola en haar vader onder deze voorwendselen ontvoeren. Ze doen dit al haar hele leven. Lola kerft net als bij haar 'vriendjes' in haar plakboek een hart in Brents borst met daarin de letters L en S en gooit daarna zout in zijn wonden.
Aan het eind van het 'feest' kroont 'Daddy' Lola en Brent tot koning en koningin van het bal. Daarna maakt hij een geheim luik in de vloer open. Hij gooit er water in en een dood dier dat hij langs de weg vond. Beneden blijken Lola's vorige 'afspraakjes' nog steeds gevangen te zitten. Zij hebben allemaal een gedwongen lobotomie ondergaan en worden met minimale middelen in leven gehouden, een lot dat ook Brent te wachten staat. Daddy houdt hem daarom stevig vast terwijl Lola een gat in zijn voorhoofd boort. Daarna wil ze hier kokend water ingieten, maar het gat is te klein. Daddy probeert het groter te maken, maar Brent snijdt hem met het scheermes dat hij om zijn nek draagt. Daarna trekt hij de keukenmessen uit zijn voeten en steekt die herhaaldelijk in Daddy's nek. Brent duwt de man vervolgens het gat in de vloer in, waar de verwilderde jongens zich op hem storten en van hem beginnen te eten. Lola geeft Brent een duw en ook hij valt in het gat. Beneden verstopt hij zich in een hoek. Lola gooit woedend een hamer en een zaklamp naar zijn hoofd. Hij gebruikt die om de andere jongens te doden.
Lola schreeuwt Brent toe dat ze zijn moeder en vriendin gaat vermoorden, omdat hij haar vader doodde en haar hart heeft gebroken. Ze gaat gewapend met een keukenmes en Brents scheermes op pad. Holly is op dat moment juist op weg naar Lola's huis. Ze herinnerde zich dat Brent haar vertelde dat Lola hem mee naar het schoolfeest vroeg en wil daarom kijken of Lola iets van Brents verdwijning weet. Brent bedenkt ondertussen een manier om uit de ondergrondse ruimte te ontsnappen door de lijken van de andere jongens op te stapelen en erop te klimmen. Hij rent daarna het huis uit. Omdat nood wet breekt, klimt hij toch weer achter het stuur van een auto, in de hoop Lola tegen te houden voor die zijn moeder en vriendin vermoordt. Terwijl hij zich op hoge snelheid over de weg raast, rent Lola over dezelfde weg achter Holly aan. Brent ontwijkt haar nipt en rijdt Lola overhoop. Die overleeft de eerste klap. Brent zet de wagen daarom in zijn achteruit en brengt de over de weg kruipende Lola definitief om.

## Rolverdeling
- Xavier Samuel - Brent Mitchell
- Robin McLeavy - Lola Stone
- Victoria Thaine - Holly
- Jessica McNamee - Mia Valentine
- Richard Wilson - Jamie
- John Brumpton - Daddy
- Andrew S. Gilbert - Paul
- Suzi Dougherty - Carla
- Victoria Eagger - Judith
- Anne Scott-Pendlebury - Bright Eyes
- Fred Whitlock - Dan
- Stephen Walden - Timmy Valentine
- Igor Savin - Rhys Agnew